# Cosmina Stratan
Cosmina Stratan (n. 20 octombrie 1984, Iași, România) este o actriță română, care a devenit cunoscută pentru interpretarea rolului principal în filmul După dealuri.

## Biografie
Născută în Iași, fiica medicului Emil Stratan, Cosmina Stratan a studiat jurnalismul și a lucrat la revista Opinia studențească. A lucrat apoi ca reporter de televiziune la Trustul Media Intact, iar timp de trei ani a fost reporter la Antena 3. După o perioadă, a fost cooptată în echipa emisiunii Reporter special.
În 2008, Stratan a intrat la Secția de Actorie a Universității de Artă Teatrală și Cinematografică din București. În urma unui număr de apariții în filme de scurtmetraj, Stratan a obținut rolul principal în filmul lui Cristian Mungiu, După dealuri (2012). Aceasta a interpretat-o pe Voichița, o tânără măicuță care își revede prietena din copilărie, Alina (interpretată de Cristina Flutur), după o perioadă lungă de timp.
Pentru acest film, Mungiu a obținut premiul pentru cel mai bun scenariu, în timp ce Stratan și Flutur au obținut premiul pentru cele mai bune actrițe la Festivalul Internațional de Film de la Cannes.

## Filmografie

### Filme
| An   | Titlul                    | Rol       | Note                                                                 |
| ---- | ------------------------- | --------- | -------------------------------------------------------------------- |
| 2012 | După dealuri              | Voichița  | Cea mai bună actriță (Festivalul Internațional de Film de la Cannes) |
| 2016 | Shelley                   | Elena     |                                                                      |
| 2016 | Dublu                     | arhitect  |                                                                      |
| 2018 | Dragoste 1. Câine         | Irina     | Premiul Gopo pentru Cea mai bună actriță în rol principal            |
| 2019 | Un confine incerto        | Milia     |                                                                      |
| 2020 | Jak najdalej stad         | Sara      |                                                                      |
| 2021 | No One Gets Out Alive     | Petra     |                                                                      |
| 2022 | Om-Câine                  | Georgiana |                                                                      |
| 2022 | Frère et soeur            | Lucia     |                                                                      |
| 2023 | Boss                      | Raluca    |                                                                      |
| 2024 | Băieții buni ajung în Rai | Laura     |                                                                      |

### În televiziune
| An   | Titlul        | Rol               | Canal   | note de subsol                  |
| ---- | ------------- | ----------------- | ------- | ------------------------------- |
| 2013 | Rămâi cu mine | Dorina Simionescu | HBO     | Producție HBO Europe în România |
| 2016 | Tatort        | Anuscha Dablika   | ARD     |                                 |
| 2018 | Doing Money   | Ancuța            | BBC Two |                                 |